# Dragão Brasil
Dragão Brasil é  uma das revistas de RPG mais icônicas do Brasil, publicada inicialmente entre 1994 e 2008 pela Editora Trama (posteriormente renomeada para Talismã e depois Melody). Pioneira no cenário brasileiro, a revista se destacou por trazer conteúdo autoral, adaptações de sistemas internacionais e o desenvolvimento do universo de Tormenta, que mais tarde se tornaria um dos maiores sucessos do RPG brasileiro  o sistema satírico Defensores de Tóquio, mais tarde conhecido como 3D&T.
Quando dificilmente as revistas do gênero passavam de 3 ou 4 números. A revista surgiu na época de plena expansão do segmento de produtos ligados ao RPG no Brasil, quando a Abril Jovem publicava as primeiras traduções dos principais jogos, aproveitando ainda o auge do mercado, já no final da década de 1990, contribuindo para a divulgação de tais jogos em todo o território brasileiro.
A equipe original, formada por Marcelo Cassaro, Rogério Saladino e JM Trevisan conhecidos como o Trio Tormenta,  foi responsável pelo tom criativo e inovador da publicação, permanecendo até 2005, quando deixaram a revista devido a desentendimentos com a editora. Após sua saída, a Dragão Brasil passou por outras mãos, como as do jornalista Marcelo Telles (fundador do Portal RedeRPG) e Sílvio Compagnoni Martins (ex-editor da Devir).
O Trio Tormenta ainda tentou outros projetos editoriais, como as revistas RPGMaster (de curta duração) publicada pela Mythos Editora e Dragon Slayer (publicada até 2013, primeiro pela Manticora e depois pela Editora Escala, com produção da Jambô Editora).
Após a redução de vendas de jogos de RPG nos primeiros anos do século XXI, a revista trocou seus editores algumas vezes, mas não resistiu às baixas vendas, encerrando suas atividades em 2008.
Após a publicação de uma adaptação da série Stranger Things, os editores originais perceberam que ainda existia um público fiel e anunciaram o retorno da revista por meio de financiamento coletivo. A Editora Melody havia descontinuado a publicação, e a expiração da marca abriu espaço para o relançamento. A nova versão, produzida e comercializada pela Jambô Editora, foi lançada no final de 2016.

## Histórico
Em 1993, Marcelo Cassaro era roteirista da revista Os Trapalhões, nela ele experimentou uma Aventura Solo ou (livro-jogo) com a paródia Didiana Jones.
Em 1994, Marcelo Cassaro, apresentou um projeto de uma revista de RPG à Editora Escala, onde era editor das revistas de video game: Gamers e Progames, onde chegou a escrever algumas matérias sobre o assunto. Com a recusa da editora, Cassaro apresentou o projeto à  Ruy Pereira, ex-sócio da Escala e fundador da Editora Trama.
Inicialmente a revista se chamava Dragon, mas logo foi renomeada para Dragão Brasil, a fim de desfazer qualquer possível relação com a Dragon Magazine, famosa revista de RPG dos Estados Unidos, que chegou a ter uma versão brasileira pela Abril Jovem, uma vez que ela conseguiu as licenças de Advanced Dungeons and Dragons e do card game Spellfire. A Abril chegou a ameaçar um processo contra a Trama, de acordo com Cassaro, a revista spin-off Só Aventuras chegou a ser cogitada como a substituta da Dragão Brasil, porém, a Dragon não durou muito tempo e a própria Abril chegou a anunciar seus produtos na Dragão Brasil.
Além de matérias e adaptações de RPG, a revista trazia contos de fantasia, ficção científica e histórias em quadrinhos. Logo depois entrariam para a equipe JM Trevisan e Rogério Saladino (ex-editor da versão brasileira da Dragon Magazine).
A Dragão Brasil atuava de forma independente, produzindo adaptações e conteúdos para sistemas de RPG consagrados sem possuir licenças oficiais. Essa abordagem lembrava o estilo dos fanzines, com uma produção voltada para a comunidade e feita por entusiastas.
Junto ao escritor Marcelo Del Debbio, Cassaro lançou o jogo de RPG Arkanun em 1995, que se tornou rapidamente um dos principais cenários medievais brasileiros. No ano seguinte, utilizando o mesmo sistema, que mais tarde levaria o nome de Sistema Daemon, lançaram os livros Trevas, Grimório e Invasão. O cenário de Arkanun permaneceu durante alguns anos na revista, sendo substituído aos poucos pelo cenário de Tormenta, até que, na edição de número 50, foi lançado o livro oficial de Tormenta, substituindo permanentemente o cenário oficial da Dragão Brasil. A linha Trevas acabou ficando com a Daemon Editora, que acabou publicando cerca de quarenta títulos neste sistema e mais de 500 netbooks (livros gratuitos em PDF) sobre o cenário.
A Dragão Brasil obteve grande sucesso durante seus primeiros anos de existência, quando lançou seu cenário próprio, Tormenta, em seu aniversário de 50 edições, usando muitas referências a materiais próprios, e que se mantém como um dos mais bem sucedidos cenários basileiros. Apesar de não contar com muitas das gravuras dos grandes ilustradores da extinta TSR, Inc., como Jeff Easley, Keith Parkinson e Clyde Caldwell, a revista divulgou o trabalho de grandes ilustradores brasileiros, como André Valle, André Vazzios e Greg Tocchini (Evandro Gregório), por exemplo, além das ilustrações e quadrinhos do próprio Cassaro.
Logo Marcelo Cassaro, Rogério Saladino e JM Trevisan ficaram conhecidos como Trio Tormenta.
Depois dessa fase, a revista começou a receber críticas dos leitores por focar seus próprios cenários e projetos, mas continuou firme como a única e mais importante revista de RPG do Brasil, tendo desdobramentos em outras revistas como como Tormenta e Dragão Brasil Especial.
Já ao final dos anos 90 e início de 2000, seguindo novas tendências, a revista começou uma série de adaptações de famosos animes, decisão que desagradava veteranos por se sentirem abandonados pela revista, que supostamente dava mais espaço ao anime que RPGs tradicionais.
Foi até divulgado e usado um novo sistema com temática anime: o Defensores de Tóquio, um sistema conhecido pela simplicidade, flexibilidade e total falta de realismo. O sistema tornou-se amplamente popular em sua terceira versão publicada em 1998, mais conhecida como 3D&T. O sistema deixou de ser exclusivo para produções orientais e passou a ser genérico (assim como GURPS), De acordo com Marcelo Cassaro, a decisão de transformar o 3D&T em um sistema genérico foi, em grande parte, uma medida preventiva contra questões de direitos autorais, potenciais conflitos legais com detentores de licenças internacionais, mas também abriu caminho para uma produção autoral brasileira.
Em 1998, a Dragão Brasil alcançou um marco importante ao obter a licença oficial do Street Fighter: The Storytelling Game da White Wolf, publicado no Brasil como Street Fighter: O Jogo de RPG. Além disso, a revista conseguiu direitos para publicar material baseado em outros de jogos no siteam 3D&T, como: Street Fighter Zero 3, Final Fight, Darkstalkers, Megaman e Mortal Kombat. Essas adaptações foram lançadas em edições da Dragão Brasil Especial.
Em 2001, a Devir lançou no Brasil a 3ª Edição de Dungeons & Dragons, que introduziu a revolucionária Open Game License (OGL). Esse licença permitia que outras editoras usassem as regras do D&D para criar seus próprios jogos sem pagar royalties, desde que seguissem os termos da licença. Com essa mudança, a editora passou a publicar novamente um sistema estrangeiro - uma versão adaptada das regras do aclamado Dungeons & Dragons, o primeiro RPG do mundo. Essa decisão estratégica conectou o mercado brasileiro às inovações globais do RPG, enquanto ainda mantinha espaço para adaptações locais como o Tormenta d20, lançado em 2003.
Em 2004, a editora Talismã, novo nome da editora Trama, lançou Ação!!!. Utilizando a licença OGL, o jogo era baseado no D20 Modern. Em 2005, o Trio e a editora seguiram caminhos diferentes após diversos desentendimentos e queda nas vendas da revista, além de fracasso editorial em vários produtos derivados dela. Eles criaram duas outras revistas de RPG para outras editoras, a RPGMaster (dedicada a 3D&T) para a Mythos Editora e a Revista Dragon Slayer para Manticora (editora que havia publicado a D20 Saga), que seguia o estilo da antiga Dragão Brasil, adotando um padrão de lançamento bimensal e inicialmente com conteúdo voltado principalmente para o Sistema d20 e Open Game License, visto possibilidade de uso da licença aberta. No mesmo ano, lançam pela mesma editora, o Primeira Aventura, inspirado no Dungeons and Dragons e pelas duas adaptações de Tormenta, o Tormenta RPG baseado em D20 para a Jambô Editora e para o Sistema Daemon, publicado pela Daemon Editora.
Em uma tentativa de seguir com seu segmento mais bem-sucedido sem precisar saldar dívidas com os antigos autores, a editora contratou uma nova equipe, membros da RedeRPG, um dos mais conhecidos portais de RPG na internet, mas sem qualquer experiência em revistas.
Na mão do novo editor, Marcelo Telles, a revista passou por uma série de mudanças, totalmente contrárias ao estilo do Trio, inclusive com tentativas de incluir material próprio, mas o quadro de baixa vendagem não se reverteu. Após 9 edições, Marcelo Telles e sua equipe saíram da revista diante da recusa da editora em adotar uma nova linha editorial para a revista.
Sílvio Compagnoni Martins, ex-editor da Devir Livraria, assumiu como editor da Revista em fevereiro de 2007, mas a publicação continuou sofrendo atrasos e as vendas continuaram baixas. Compagnoni largou o cargo em um ano depois, em fevereiro de 2008, por conta dos constantes de atrasos e indecisão por parte da editora.
Em 2016, a Jambô Editora anunciou a volta da revista em formato digital. A nova versão traz JM Trevisan como editor, Rogerio Saladino, Marcelo Cassaro, Leonel Caldela e Gustavo Brauner como parte do Conselho Editorial, e a colaboração de Thiago Rosa Shinken, Leandropug, Bruno Schlatter, Marlon Teske, Álvaro Freitas, Davide Di Benedetto, Felipe Della Corte, João Paulo Pereira, Eva Andrade, Alexandre Lancaster, Caio Monteiro, Enrico Tomasetti, Tiago Oriebir e Dora Oliveira como colaboradores. A revista é publicada através de financiamento coletivo recorrente (assinatura) no site Apoia.se. A numeração da revista continua de onde o Trio parou na Trama, sendo a primeira 112.
Em fevereiro de 2021, foi anunciada uma nova versão do 3D&T, intitulada 3DeT Victory, que marcou o retorno a uma mecânica mais simples e acessível Essa edição também introduziu, pela primeira vez, um cenário oficial de fantasia científica chamado Era das Arcas. Atualmente, há uma versão beta do sistema chamada 3DeT de Rodoviária, inspirada nas antigas versões Fastplay.